# Цитидинтрифосфат
Цитидинтрифосфат — цитозиновый нуклеотид, содержащий три фосфатных остатка, прекурсор в синтезе рибонуклеиновой кислоты, цитидиндифосфат- и цитидинмонофосфатсодержащих соединений.

## Строение
Когда молекула цитозина присоединяется к молекуле рибозы, образуется пиримидиновый нуклеотид называемый цитидином, который фосфорилируется с помощью от одного до трёх фосфатных остатков образуя соответственно три нуклеотида: цитидинмонофосфат, цитидиндифосфат и цитидинтрифосфат.

## Роль в организме
Цитидинтрифосфат — высокоэнергетичная молекула сходная с аденозинтрифосфатом (АТФ), но её роль в организме более специфична. Она используется как источник энергии и как кофермент в метаболических реакциях, таких как синтез глицерофосфолипидов и гликозилирование белков. Цитидинтрифосфат участвует в синтезе практически всех фосфолипидов и является источником цитидина в процессе синтеза рибонуклеиновой кислоты, так же как дезоксицитидинтрифосфат является источником дезоксицитидина в синтезе ДНК. Цитидинтрифосфат участвует в процессе образования АТФ в качестве донора фосфатных остатков для АДФ.

## Применение
Химически модифицированные нуклеотиды с замещёнными или присоединёнными остатками изучаются в качестве инструмента инактивирования нормальных биологических процессов в живых организмах и функций важных энзимов.

## Токсикология
- R-фразы 36/37/38
- S-фразы 22-24/25

## Физическая форма
Белый порошок растворимый в воде. Стабилен при нормальных условиях.

## Выпуск
Выпускается в виде чистого вещества или дигидрата соли натрия.